# 720 (tal)
720 är det naturliga talet som följer 719 och som följs av 721.

## Inom matematiken
- 720 är ett jämnt tal
- 720 är ett sammansatt tal
- 720 är ett ymnigt tal
- 720 är ett mycket sammansatt tal
- 720 är ett Harshadtal
- 720 är ett 241-gontal
- 720 har delarantalet 30
- 720 är 6! (6-fakultet)
- 720 kan uttryckas som produkten av på varandra följande heltal på två olika sätt: 720 = 1 × 2 × 3 × 4 × 5 × 6 = 6!  och 720 = 8 × 9 × 10 [2]
- Det finns 49 lösningar till ekvationen φ(x) = 720, mer än något annat lägre heltal
- 720 är ett superymnigt tal
- 720 är ett mycket ymnigt tal

## Inom vetenskapen
- 720 Bohlinia, en asteroid.

## Inom andra områden
- 720 är en vanlig vertikal skärmupplösning för HDTV (se 720i och 720p)
- 720° är två hela varv, termen "720" syftar på ett skateboardtrick
- 720 är summan av alla vinkeldefekter i varje polyeder